# Cheng Xunzhao
Cheng Xunzhao (9 de fevereiro de 1991) é um judoca chinês da categoria até 90 quilos.
Nos Jogos Olímpicos de 2016 conquistou a medalha de bronze ao vencer o mongol Lkhagvasürengiin Otgonbaatar.